# Pihlajakari (udde i Finland, Norra Österbotten, Oulunkaari, lat 65,30, long 25,30)
Pihlajakari är en udde i Finland. Den ligger i Ijo och landskapet Norra Österbotten, i den centrala delen av landet, 600 km norr om huvudstaden Helsingfors.
Terrängen inåt land är mycket platt. Havet är nära Pihlajakari åt sydväst. Runt Pihlajakari är det ganska glesbefolkat, med 36 invånare per kvadratkilometer. Närmaste större samhälle är Ijo, 3,9 km nordost om Pihlajakari. 